# Чумаки (Миколаївський район)
Чумаки — селище в Україні, у Веснянській сільській громаді Миколаївського району Миколаївської області. Населення становить 179 осіб.

## Назва
Селище було внесено до переліку населених пунктів, які потрібно перейменувати згідно із законом «Про засудження комуністичного та націонал-соціалістичного (нацистського) тоталітарних режимів в Україні та заборону пропаганди їхньої символіки».
19 травня 2016 року селище Жовтневе перейменовано на селище Чумаки

## Клімат
Клімат у селі вологий континентальний клімат, з м'якою зимою та теплим літом. Середньорічна температура становить +9,4 °C.
Найпрохолодніший місяць січень, з середньою температурою -3,5 °С, найтепліший місць липень, з середньою температурою +22,3 °C.
Опадів найбільше випадає у червні, в середньому 59 мм, найменше у жовтні — 26 мм опадів. У рік випадає близько 472 мм опадів.
| Кліматограма Чумаків                                                                           | Кліматограма Чумаків | Кліматограма Чумаків | Кліматограма Чумаків | Кліматограма Чумаків | Кліматограма Чумаків | Кліматограма Чумаків | Кліматограма Чумаків | Кліматограма Чумаків | Кліматограма Чумаків | Кліматограма Чумаків | Кліматограма Чумаків |
| ---------------------------------------------------------------------------------------------- | -------------------- | -------------------- | -------------------- | -------------------- | -------------------- | -------------------- | -------------------- | -------------------- | -------------------- | -------------------- | -------------------- |
| С                                                                                              | Л                    | Б                    | К                    | Т                    | Ч                    | Л                    | С                    | В                    | Ж                    | Л                    | Г                    |
| 39 −1 −6                                                                                       | 38 0 −6              | 29 5 −2              | 32 14 5              | 44 20 11             | 59 25 15             | 58 27 17             | 39 27 16             | 35 21 11             | 26 14 6              | 38 7 1               | 39 2 −3              |
| Середня макс. і мін. температури повітря (°C) Атмосферні опади (мм), за рік : 476 мм. Джерело: |                      |                      |                      |                      |                      |                      |                      |                      |                      |                      |                      |